# 미국계 뉴질랜드인
미국계 뉴질랜드인은 뉴질랜드 시민권자로, 미국에서 태어난 시민들의 후손이다. 미국계 뉴질랜드인은 뉴질랜드 인구의 소수 민족을 구성한다.

## 인구 통계
2013년 뉴질랜드 인구조사에서 민족 정체성을 묻는 질문에 12,342명의 뉴질랜드인이 스스로를 "미국인"으로, 21,462명은 미국에서 태어났다고 밝혔다. 이는 1991년 8,451명이었던 미국 태생 뉴질랜드인의 수에 비해 상당한 비례적 증가를 나타낸다. 2013년에는 아메리칸사모아에서 태어나 뉴질랜드에 거주하는 636명도 있었다. 그리고 기타 미국 영토에서 태어난 소수의 사람들도 있었다.

### 미국계 민족
2018년 뉴질랜드 인구조사에서 미국계 민족으로 분류된 인구는 16,245명으로, 뉴질랜드 전체 인구의 0.35%를 차지했다. 이는 2013년 인구조사 이후 3,903명(31.6%) 증가했으며, 2006년 인구조사 이후 5,439명(50.3%) 증가한 수치이다. 2013년과 2018년 인구조사 사이의 증가는 뉴질랜드 통계청이 응답 거부 수를 줄이기 위해 다른 출처(이전 인구조사, 행정 데이터 및 추정치)의 민족 데이터를 2018년 인구조사 데이터에 추가했기 때문이다.
남성은 7,269명, 여성은 8,979명으로 성비는 여성 1명당 남성 0.810명이었다. 인구 중 3,153명(19.4%)은 15세 미만이었고, 3,579명(22.0%)은 15세에서 29세, 8,049명(49.5%)은 30세에서 64세, 1,467명(9.0%)은 65세 이상이었다.
인구 분포 측면에서 미국계 뉴질랜드인의 73.7%가 북섬에 거주하고 26.3%가 남섬에 거주한다. 와이헤케섬은 1.1%로 미국계 인구 밀도가 가장 높고, 다음으로 퀸스타운-레이크스 디스트릭트 (1.0%), 웰링턴 시와 오클랜드의 와이테마타 지역 위원회 지역 (모두 0.9%)이 뒤를 잇는다. 채텀 제도는 미국계 인구가 전혀 없는 유일한 지역이었다.

### 미국 출생지
2018년 뉴질랜드 인구조사에서 미국 태생 뉴질랜드 거주자는 27,678명이었다. 이는 2013년 인구조사 이후 6,213명(28.9%) 증가했으며, 2006년 인구조사 이후 9,930명(55.9%) 증가한 수치이다.
남성은 12,849명, 여성은 14,832명으로 성비는 여성 1명당 남성 0.866명이었다. 인구 중 3,537명(12.8%)은 15세 미만이었고, 6,633명(24.0%)은 15세에서 29세, 14,016명(50.6%)은 30세에서 64세, 3,495명(12.6%)은 65세 이상이었다.

## 공동체 역사
미국인들은 18세기 말부터 뉴질랜드를 방문하기 시작했다. 이들은 제대 영국군 및 선원, (해상 범죄로 체포되어 재판을 받고 수송된) 죄수, 고래잡이, 물개잡이 또는 여행객으로 정착했다. 뉴질랜드로 끌려온 이들 중 다수는 일시적으로 머물다가 인근 오스트레일리아의 뉴사우스웨일스주로 돌아가거나 이송되었다. 1839년에는 약 50명의 미국인이 뉴질랜드에 거주했는데, 이는 이 나라 북섬의 비마오리 인구의 약 4%를 차지했다. 이 수는 1858년에 306명, 1861년에 720명, 1871년에 1,213명으로 증가했으며, 이는 주로 오타고 지방의 골드 러시 때문이었다. 그 후 1901년에는 뉴질랜드에 거주하는 미국인이 881명에 불과했지만, 1951년에 1,713명, 1976년에 8,383명, 2001년에 13,347명으로 증가했다.
제2차 세계 대전 중인 1942년부터 1944년까지 약 10만 명의 미군 병력이 뉴질랜드에 주둔했다. 이들은 이 나라의 생활 방식에 주목할 만한 영향을 미쳤으며, 소수는 뉴질랜드에 정착했다. 그러나 미국からの 이민율은 1960년대까지 낮게 유지되었다. 1960년대, 1970년대, 그리고 1990년대 중반부터 미국 이민자들의 "급증"이 관찰되었다. 이들 중 일부는 뉴질랜드가 지역 인력 부족을 해결하기 위해 외국인 교사를 모집하면서 유입되었다.
최근 역사에서 미국계 뉴질랜드인들이 공동체를 형성한 한 가지 예는 올림픽 경기와 관련이 있다. 1996년 올림픽 경기에서 뉴질랜드 애틀랜타 협회가 결성되었고, 이들은 경기 후 수년 동안 안작 데이와 와이탕이 데이를 기념하는 등 뉴질랜드/미국 이문화 행사를 개최했다. 이 단체는 활발한 소셜 미디어 활동을 유지하고 있다.

## 저명한 인물
| 이름             | 출생 – 사망 | 저명한 이유                                                | 뉴질랜드와의 연관성                                                                                            | 미국과의 연관성                   |
| ---------------- | ----------- | ---------------------------------------------------------- | --- | --------------------------------- |
| 오기 아워        | 1940–2007   | 대기 과학자 및 기상학자                                    | 1990년 뉴질랜드로 이주; 1996년 뉴질랜드 국적 취득                                                              | 미주리, 세인트루이스에서 출생     |
| 탭 볼드윈        | 1958–       | 농구 선수 및 코치                                          | 1988년 뉴질랜드로 이주; 1994c.년 뉴질랜드 국적 취득; 남자 국가대표팀 코치; 2003년 뉴질랜드 공로 훈장 명예 장교 | 플로리다, 잭슨빌에서 출생         |
| 와이엇 크리치    | 1946–       | 전 뉴질랜드 부총리                                         | 뉴질랜드 출생 어머니; 1세 때 뉴질랜드로 이주; 뉴질랜드에서 성장; 뉴질랜드 공로 훈장 동반자                     | 캘리포니아, 오션사이드에서 출생   |
| 데니스 더튼      | 1944–2010   | 철학자, 학자 및 인터넷 기업가; 아트 & 레터스 데일리 설립자 | 1984년 뉴질랜드로 이주; 1991년 뉴질랜드 국적 취득                                                              | 캘리포니아, 로스앤젤레스에서 출생 |
| 줄리 앤 젠터     | 1979–       | 정치인 및 교통 계획가                                      | 2006년 뉴질랜드로 이주; 2011년 뉴질랜드 국적 취득                                                              | 미네소타, 로체스터에서 출생       |
| 로저 커티스 그린 | 1932–2009   | 고고학자, 오클랜드 대학교 명예 교수                        | 1961년 뉴질랜드로 이주; 1966c.년 뉴질랜드 국적 취득; 뉴질랜드 공로 훈장 명예 장교                              | 뉴저지, 리지우드에서 출생         |
| 짐 플린          | 1934–2020   | 오타고 대학교 정치학 명예 교수; 플린 효과 발견자           | 1963년 뉴질랜드로 이주; 1970c.년 뉴질랜드 국적 취득; 뉴질랜드 왕립학회 명예 회원                               | 일리노이, 시카고에서 출생         |
| 케니 맥패든      | 1960-2022   | 농구 선수 및 코치                                          | 1982년 뉴질랜드로 이주                                                                                         | 미시간, 이스트 랜싱에서 출생      |
| 마이크 맥밀런    | 1964–       | 스피드 스케이팅 선수                                       | 뉴질랜드 시민으로 1992년 동계 올림픽 및 1994년 동계 올림픽에 출전                                              | 네바다, 라스베이거스에서 출생     |
| 스테파니아 오언  | 1997–       | 배우 (러닝 와일드, 캐리 다이어리)                          | 뉴질랜드 출생 아버지; 4세 때 뉴질랜드로 이주                                                                   | 플로리다, 마이애미에서 출생       |
| 마크 펙          | 1953–       | 정치인; 1993–2005년 인버카길 지역구 국회의원               | 뉴질랜드에서 성장                                                                                              | 오하이오, 해밀턴에서 출생         |
| 제시카 리 로즈   | 1987–       | 배우                                                       | 8세 때 뉴질랜드로 이주; 뉴질랜드에서 성장                                                                      | 메릴랜드, 솔즈베리에서 출생       |
| 타이슨 리터      | 1984-       | 미국 록 밴드 올 아메리칸 리젝트의 보컬 및 베이시스트       | 뉴질랜드로 이주                                                                                                | 오클라호마, 스틸워터에서 출생     |

## 같이 보기
- 뉴질랜드-미국 관계
- 아프리카계 뉴질랜드인
- 미국계 오스트레일리아인
- 유럽계 뉴질랜드인
- 오세아니아의 유럽인
- 뉴질랜드 이민
- 뉴질랜드계 미국인